# Carlo Ratti
Carlo Ratti (Torino, 7 gennaio 1971) è un architetto, urbanista e teorico dell'architettura italiano.
Architetto e ingegnere, Carlo Ratti insegna Practice of Urban Technologies and Planning presso il Massachusetts Institute of Technology di Boston, USA, dove dirige il MIT Senseable City Lab. È inoltre Professore Ordinario al Politecnico di Milano, dove insegna Strategic vision for the building engineering of the future.
La rivista Esquire lo ha inserito tra i “Best & Brightest”, Forbes tra i “Names You Need to Know” e Wired nella lista delle “50 persone che cambieranno il mondo”. Fast Company lo ha nominato tra i “50 designer più influenti in America” e Thames & Hudson tra i “60 innovators shaping our creative future”. Due tra i suoi progetti – Digital Water Pavillion e Copenhagen Wheel – sono stati inclusi nella lista delle “Migliori invenzioni dell'anno” dalla rivista Time (2007 e 2014). Sempre nel 2014, Copenaghen Wheel ha anche vinto il prestigioso premio Red Dot: Best of the Best.

## Formazione
Ratti si è laureato sia presso il Politecnico di Torino sia presso l'Ecole Nationale des Ponts et Chaussées di Parigi, Francia. In seguito, ha ottenuto i titoli di M.Phil. e Ph.D. in Architettura dal Martin Centre dell'Università di Cambridge, UK. Nel 2000 si è trasferito al Massachusetts Institute of Technology (MIT) in qualità di Fulbright fellow, per lavorare con Hiroshi Ishii presso il MIT Media Lab.

## Visione
Nel 2011, in una TED Talk tenuta presso Long Beach, Ratti introduce l'idea di un'architettura che percepisce e risponde". Le tecnologie digitali stanno diventando sempre più interconnesse e atomizzate, cambiando di conseguenza l'interazione tra gli esseri umani e l'ambiente costruito. È come se le nostre città, i nostri edifici e gli oggetti stessero iniziando a "risponderci". In una discussione con l'architetto Peter Cook, tenutasi a Londra durante la serie di Lezioni di Architettura 2011/2012 del Royal College of Art, Ratti relazione la sua vision alla celebre frase che Michelangelo Buonarroti disse al suo Mosè: "Perché non parli?", nonché alle correnti del Barocco e dell'Art Nouveau.
Nel suo lavoro Ratti si occupa dell'ambiente edificato cittadino – dalle reti stradali alle tubature ai sistemi di gestione dei rifiuti – utilizzando nuovi modelli di sensori e di dispositivi elettronici portatili che hanno trasformato il modo in cui possiamo descrivere e decodificare le città. Altri progetti invertono l'equazione – ricorrono ai dati raccolti dai sensori per effettivamente creare ambienti nuovi e stupefacenti. La Copenaghen Wheel sviluppata dal MIT Senseable City Lab esplora come una bicicletta qualunque possa trasformarsi in una e-bike connessa e interattiva semplicemente sostituendo il mozzo di una ruota. Il progetto Trash Track utilizza tracciati elettronici per meglio comprendere e ottimizzare i flussi di rifiuti attraverso le città. Ratti ha anche aperto un centro di ricerca a Singapore, nell'ambito di un'iniziativa guidata dal MIT per studiare il futuro della mobilità urbana.
Il lavoro di Ratti è stato pionieristico nel campo delle "città intelligenti" o "smart cities". In un articolo pubblicato da Scientific American e firmato anche da Anthony M. Townsend, tuttavia, Ratti contrasta la visione tecnocratica prevalente sulle smart cities, sottolineando piuttosto il "volto umano" delle tecnologie urbane e il loro potenziale nel promuovere un potenziamento sociale "bottom-up", ovvero dal basso in alto.

## Architettura e design
Il Digital Water Pavilion progettato dallo studio CRA-Carlo Ratti Associati per l'Expo 2008 di Saragozza accoglie i visitatori aprendo una cortina d'acqua per lasciarli entrare – un'interpretazione letterale dell'architettura fluida. Nel giardino d'inverno della casa di moda Trussardi, nella centralissima Piazza della Scala a Milano, sviluppato con il botanico Patrick Blanc, una cupola di verde verticale progettata da CRA è sospesa all'interno di una scatola di cristallo per permettere nuove interazioni con le persone all'interno e all'esterno. Una proposta non realizzata per le Olimpiadi di Londra 2012 trasformava un edificio storico in una "nuvola" di arte interattiva e lampeggiante.
Diversi progetti di design si basano sulla visualizzazione dati. Real Time Rome, che ha occupato un intero padiglione durante la Biennale di architettura di Venezia 2006, esplorava le dinamiche in tempo reale di una città mappata attraverso i dati raccolti dai cellulari. New York Talk Exchange, esibito presso il MoMA di New York come parte della mostra "Design and the Elastic Mind", andò ancora oltre, esplorando i flussi di comunicazione globali insieme a Saskia Sassen. Diversi progetti del MIT Senseable City Lab sono stati inclusi da Fast Company nella lista "Best Infographics of 2011". Un progetto di analisi e visualizzazione dati ha dato come risultato un editoriale pubblicato dal New York Times sulla riprogettazione della mappa degli Stati Uniti.
CRA è inoltre a capo del team di progettazione nella cordata guidata da Lendlease che nel 2017 ha vinto il concorso internazionale per trasformare l'ex area di Expo 2015 Milano in un distretto della scienza e dell'innovazione (MIND-Milan Innovation District).
Carlo Ratti è stato nominato, il 21 dicembre 2023, Curatore della 19ª Biennale Architettura 2025.

## Insegnamento e divulgazione
Ratti ha insegnato presso il Politecnico di Torino, l'Ecole Nationale des Ponts et Chaussées, la Harvard University, lo Strelka Institute e il MIT.
Nel 2011, Ratti è stato un membro del Lab Team e un curatore per la sede del BMW Guggenheim Lab di Berlino. È anche stato direttore del programma didattico presso lo Strelka Institute for Media, Architecture and Design di Mosca e un Visiting Professor onorario presso il RMIT di Melbourne nel 2014.
Ratti è membro del Consiglio Italiano del Design, un comitato di consulenza al governo italiano che include 25 leader del design italiano. Ricopre inoltre gli incarichi di copresidente del Global Future Council su Città e Urbanizzazione del World Economic Forum e tra il 2015 e il 2018, è stato special advisor presso la Commissione europea su Digitale e Smart Cities.
Ha lavorato a diverse iniziative civiche a Brisbane, Australia, dopo essere stato nominato "Queensland's Inaugural Innovator in Residence", un'iniziativa del governo del Queensland che invita pensatori celebri da tutto il mondo a portare il contributo della loro prospettiva unica sulle questioni che attualmente affliggono gli abitanti della regione.
Ratti è stato inoltre uno dei promotori del Progetto Collegium per la riforma delle università italiane, insieme ai filosofi Umberto Eco e Marco Santambrogio. Il progetto portò alla fondazione del Collegio di Milano e di altri istituzioni. Ha partecipato a varie iniziative civiche, soprattutto per preservare il patrimonio architettonico industriale italiano.
Ratti è inoltre Professore Ordinario a tempo Definito al Politecnico di Milano, presso il Dipartimento di Architettura, Ingegneria delle Costruzioni e Ambiente Costruito.

## Contributi scientifici e pubblicazioni
Ratti è l'autore di più di 500 pubblicazioni, tra cui il saggio “The City of Tomorrow” (Yale University Press, giugno 2016, scritto con Matthew Claudel). Nel 2014 ha inoltre pubblicato per Einaudi un libro sul tema dell'Architettura Open Source, dal titolo omonimo ("Architettura Open Source – Verso una progettazione aperta"), che ha firmato insieme a Matthew Claudel e a molti altri coautori (Ethel Baraona Pohl, Assaf Biderman, Michele Bonino, Ricky Burdett, Pierre-Alain Croset, Keller Easterling, Giuliano da Empoli, Joseph Grima, John Habraken, Alex Haw, Hans Ulrich Obrist, Alastair Parvin, Antoine Picon, Tamar Shafrir). Nel 2015 il libro è stato pubblicato in lingua inglese per il mercato mondiale dalla casa editrice Thames and Hudson.
In un influente articolo apparso su Environment and Planning B, Ratti discute la validità della tecnica di analisi urbana Space Syntax. È stato un pioniere nell'esplorare l'uso dei dati raccolti tramite telefoni cellulari per comprendere le dinamiche urbane, che ora ha sviluppato in uno stabile campo di ricerca scientifica. In generale, il MIT Senseable City Lab lavora a studi che utilizzano la network analysis e la scienza della complessità per meglio comprendere le città. Alcuni aspetti di questo tema sono stati discussi da Ratti nella trasmissione The Seed Salon di Seed Magazine, durante una conversazione con il matematico Steven Strogatz.
Protagonista del dibattito internazionale sui temi del design e dell’innovazione, Carlo Ratti collabora regolarmente con Project Syndicate. Ha scritto per il New York Times, The Washington Post, Financial Times, Scientific American, BBC, Il Sole 24 ore, La Stampa, Corriere della Sera, Domus.